# За жменю доларів
«За жменю доларів» (італ. Per un pugno di dollari, англ. A Fistful of Dollars; 1964) — класичний художній фільм Серджо Леоне, перший «спагеті-вестерн» з так званої «доларової трилогії». Головну роль виконує Клінт Іствуд.

## Сюжет
Фільм є вільним ремейком самурайської драми Акіри Куросави «Охоронець» (1961), дія якого перенесена на кордон США та Мексики.
У невелике прикордонне містечко Сан-Мігель приїздить волоцюга-стрілець (Клінт Іствуд). Мешканців на вулицях немає, першим, кого він зустрічає — вершник-мрець, до спини якого пришпилена знущальна записка «Adios, amigo» («Прощай, друже»). Зі слів господаря салуну стрілець дізнається, що містечко стало ареною протиборства двох банд, які займаються контрабандою — мексиканців Рохо і американців Бакстер. Обидві банди рівносильні, і жодна не може взяти верх над іншою.
Стрілець вирішує «розгойдати» ситуацію. Він провокує на перестрілку бойовиків, що працюють на Бакстерів, і вбиває чотирьох з них. Довівши тим самим свою цінність, він наймається на службу до братів Рохо, найнебезпечнішим з яких є Рамон (Джан Марія Волонте). У Рамона є наложниця Марісоль (Маріанне Кох), яку той відібрав як плату за нібито нечесну гру в карти її чоловіка, та силоміць її утримає у себе.
В місто прибуває загін мексиканської кавалерії, що охороняє карету з якимись цінностями. Стрілець стежить за ним аж до прикордонної річки, на якій кавалеристи зустрічаються з загоном США, щоб купити зброю за золото. Раптово американці відкривають вогонь та знищують мексиканських солдатів — виявляється, що в американську форму були переодягнені люди Рохо, які захопили і золото, і зброю.
Стрілець та господар салуну перевозять двох убитих мексиканських солдатів на кладовище та саджають їх біля могили. Потім стрілець пробирається до Бакстерів та повідомляє їм за винагороду, що двоє поранених солдатів з розграбованого братами Рохо обозу залишилися в живих та можуть дати свідчення проти Рохо. Бакстери спішно вирушають на цвинтар. Тоді стрілець повідомляє те ж саме Рохо, які також вирушають на цвинтар, де зав'язується перестрілка. У полон до братів Рохо потрапляє син Бакстера.
У цей час стрілець, що залишився в будинку Рохо, намагається знайти заховане золото, але замість цього натикається на Марісоль і б'є її по голові. Він відносить знепритомнілу жінку до Бакстера та отримує за це винагороду. Тепер Бакстери можуть обміняти Марісоль на свого сина.
Після здійснення обміну Рамон ховає Марісоль у відокремленому будинку. Стрілець вирушає туди, вбиває всіх охоронців і дає гроші Марісоль, щоб вона могла втекти з чоловіком та сином з міста. Повернувшись до Рохо, він потрапляє в руки до Рамона, який тортурами сподівається вивідати у нього, куди поділася Марісоль. Жорстоко побитому стрільцеві вдається втекти та сховатися у трунаря. Рамон перевертає все місто у пошуках втікача, який не може в такому стані далеко піти, і зрештою нападає на будинок Бакстерів. Люди Рохо підпалюють резиденцію конкурентів та вбивають всіх, хто вибігає з вогню. Однак стрільця серед убитих немає.
Через деякий час стрілець одужує достатньо, щоб знову взяти в руки пістолет. Знаючи, що Рамон більш ніж серйозний супротивник, він вирізає із сталевого бака плиту, яка повинна захистити його від пострілів, спрямованих у груди. Ситуація ускладнюється, коли Рамон починає катувати господаря салуну, щоб довідатися де знаходиться стрілець. Стрілець вирушає на допомогу другові. Він з'являється перед Рамоном на площі; Рамон раз за разом стріляє з карабіна йому в груди, поки не закінчується 7-зарядний магазин. Після цього стрілець кількома пострілами вбиває всіх братів та помічників Рамона та влаштовує з ним чесну дуель, в якій Рамон гине.
Звільнивши господаря салуну, який не лише не видав під тортурами стрільця, але і врятував героя від кулі бандита, що причаївся, стрілець їде з міста.

## У ролях
- Клінт Іствуд — стрілець Джо
- Джан Марія Волонте — Рамон Рохо
- Маріанне Кох — Марісоль
- Хосе Кальво[en] — Сільваніто, власник салуну
- Йозеф Еггер[en] — трунар Піріперо
- Антоніо Прієто[en] — дон Мігель Беніто Рохо
- Сігхардт Рупп[en] — Естебан Рохо
- Вольфганг Лукші[en] — шериф Джон Бакстер
- Маргарита Лосано — донна Консуело Бакстер
- Даніель Мартін[ru] — Джуліан

## Значення
- Фільм відкрив епоху популярності «спагеті-вестернів» та визначив багато їх характерних рис. Зокрема, ці фільми є скоріше кінематографічними притчами, ніж реалістичними творами. Підкреслена фантастична влучність персонажів, перенесення акценту з сюжетної логіки на ефектний зоровий ряд, епічна цілісність характерів й інші моменти дозволяють чітко відрізнити їх від вестернів американського виробництва, які сприймалися аудиторією як, ті, що претендують на реалістичність, в той час як у вестернів Серджіо Леоне такої претензії немає.
- Фільм став етапним не лише для режисера, але і для Клінта Іствуда, який зіграв у ньому одну зі своїх перших великих ролей і став завдяки цій ролі знаменитим. Іствуд згодом повторив малюнок цієї ролі в двох інших фільмах «доларової трилогії» Леоне — «На кілька доларів більше» (1965) та «Хороший, поганий, злий» (1966).
- Стівен Кінг стверджував, що саме герой Іствуда став прообразом Стрільця[ru] із циклу його романів «Темна вежа».
- Фільм Леоне багаторазово цитувався в інших творах. Найбільш примітно його використання в сюжеті трилогії «Назад у майбутнє» — у другому фільмі на телеекрані показується епізод фінальної дуелі, а в третьому персонажі (один з яких називає себе в цей момент «Клінт Іствуд») майже дослівно, хоча і в комічному ключі, відтворюють цю сцену, засунувши за пазуху дверцята від пічки. У фільмі «День бабака» Філ Коннорс, обікравши інкасаторів, веде дівчину в кіно, одягнений у капелюх, пончо та чоботи зі шпорами, як у героя Клінта Іствуда. Відомі також пародійні використання сюжету фільму в серіалі «Зоряний шлях: Нове покоління» (епізод «A Fistful of Datas») та мультсеріалі «Футурама» (епізод «A Fishful of Dollars»).
- Згодом цей же сюжет, перенесений в часи гангстерських воєн 1930-х років, був використаний у фільмі Волтера Гілла «Герой-одинак» (Last Man Standing, 1996).

## Цікаві факти
- Бувши достатньо точним сюжетним ремейком «Охоронця» Куросави, фільм у той же час ніяк не посилався на першоджерело. Це викликало судовий позов з боку Куросави про захист авторських прав. У листі Леоне японський режисер написав: «Це дуже гарний фільм, але це мій фільм». Судовий розгляд творці фільму програли і були змушені виплатити компенсацію в розмірі 100 тисяч доларів і 15 % від усіх касових зборів фільму, а також поступитися правами на прокат фільму в Японії, Південній Кореї та у Республіці Китай. Також простежується достатньо велика подібність сюжету ісландського фільму «Політ Ворона[ru]» режисера Графна Гунглссона, знятого, однак, через 20 років.
- Роль стрільця спочатку запропонували Генрі Фонді та Чарльзу Бронсону.
- Це перший спільний фільм Серджо Леоне та Енніо Морріконе, які разом навчалися в школі.
- У американських джерелах герой Іствуда часто називається «Людина без імені», хоча у фільмі трунар двічі називає його «Джо» (і так само персонаж позначений у титрах).
- У копіях, виготовлених для американського прокату, багато творців фільму були вказані в титрах під англомовними псевдонімами. Наприклад, режисер Серджо Леоне сховався під псевдонімом «Боб Робертсон», композитор Енніо Морріконе — «Ден Севіо», Джан Марія Волонте — «Джонні Веллс» і так далі.
- Британський режисер Едгар Райт зняв пародію на цей фільм під назвою «A Fistful of Fingers[ru]».
- Американський режисер Монте Хеллман є лише постановником вступного епізоду, спеціально знятого для американського телебачення 1977 року і відсутнього в оригінальній версії фільму.

## Технічні дані
Оригінальний кінонегатив фільму знятий сферичною оптикою в широкоекранному кашетованому форматі «Техніскоп» (англ. Techniscope) на стандартній 35-мм кіноплівці з оригінальним співвідношенням сторін кадру 2,33:1. Анаморфовані прокатні фільмокопії друкувалися оптичним способом з вертикальним анаморфуванням кадру негатива та давали на екрані співвідношення сторін 2,35:1. Гідротипний друк прокатних копій здійснено з використанням процесу «Техніколор» (англ. Technicolor). Оригінальна фонограма — оптична одноканальна.